# Gillespie, Kidd & Coia
Gillespie, Kidd & Coia war von 1929 bis 1987 ein namhaftes schottisches Bauatelier aus dem Umkreis der Glasgow School of Art.

## Geschichte
Der Gründer von Gillespie, Kidd & Coia war John Gaff Gillespie (1870–1926). Gillespie hatte mit Charles Rennie Mackintosh zusammengearbeitet. 1891 wurde er Mitarbeiter, ab 1891 Partner der Architekten Salmon. Zusammen mit James Salmon Junior übernahm er die Entwurfsarbeit. 1913 verließ James Salmon Junior die Partnerschaft. Gillespie führte das Atelier allein weiter. 1918 machte er seinen Schüler William Alexander Kidd zum Partner. Als Gillespie 1926 verstarb, holte Kidd Gillespies Lehrling und Schüler Jack Coia ins Bauatelier zurück. Zusammen stellten sie nach den Entwürfen von Gillespie das Geschäftshaus Ca d’Oro Building in der Glasgow fertig. Coia führte ab 1928 nach dem Tod von Kidd das Bauatelier, ab 1929 unter dem Namen Gillespie, Kidd & Coia, weiter, das von seinem Schüler Isi Metzstein und dessen Freund Andrew MacMillan ab 1966 geleitet und 1987 aufgelöst wurde.

## Nachlass
Isi Metzstein und Andrew Macmillan überließen ihren Nachlass dem Archiv der Glasgow School of Art. Er wurde 2007 in The Lighthouse ausgestellt und von Johnny Rodger in der Werkmonographie Gillespie, Kidd & Coia 1956–87 (2007) dokumentiert.

## Zusammenfassung und Bedeutung
Mit der Summe und Chronologie seines Werkes spiegelt das schottische Bauatelier Gillespie, Kidd & Coia die europäische Baugeschichte des 20. Jahrhunderts als ein Spannungsfeld von Architekturphänomenen sakraler und profaner Baukunst wider.

## Namhafte Bauten (Auswahl)
- St Andrew’s East Church, Salmon & Gillespie
- 816–818 Govan Road, Salmon & Gillespie
- Ca d’Oro Building
- St Anne’s Church (Glasgow)
- St Mary’s Church (Glasgow)
- St Columba of Iona Roman Catholic Church
- St Laurence’s Church (Greenock)
- St Patrick’s Church (Greenock)
- St Paul’s Church, Glasgow
- Holy Family Roman Catholic Church (Port Glasgow)
- St Bride’s Roman Catholic Church
- Sacred Heart Church (Cumbernauld)
- St Peter-in-Chains Roman Catholic Church
- Our Lady and St Francis Secondary School
- St Peter’s College (Cardross)
- Our Lady of Good Counsel Roman Catholic Church (Glasgow)
- St Mary of the Angels, Camelon
- St Paul’s Church, Glenrothes
- Halls of Residence (The Lawns), Universität Hull
- Robinson College Cambridge

## Ausstellungen (Auswahl)
- The Lighthouse[7][8]